# قلعه قدیمی خوسف
قلعه قدیمی خوسف مربوط به دوره افشار است و در خوسف، مرکز شهر واقع شده و این اثر در تاریخ ۵ آذر ۱۳۸۰ با شمارهٔ ثبت ۴۴۸۶ به‌عنوان یکی از آثار ملی ایران به ثبت رسیده‌است.